# Couvent de la Visitation de Romans-sur-Isère
Pour les articles homonymes, voir Couvent de la Visitation.
Le  couvent de la Visitation est un ancien couvent français, situé à Romans-sur-Isère dans la Drôme. Il abrite aujourd’hui le musée international de la chaussure de Romans.

## Histoire
L’Ordre de la Visitation Sainte-Marie est fondé en 1610. Le 17 juin 1632, le gouverneur de Romans, Charles de Claveyson, et sa mère Renée du Peloux, demandent à l’évêque de Valence de leur envoyer des religieuses pour un couvent de la Visitation. Un noble de Romans, François de Gaste et son épouse Isabeau Livat, propriétaires d’une maison forte nommée le château de Recteur, en font don afin que s’y établisse le couvent, qui recevra leurs quatre filles. Les premières religieuses s’y installent en 1632. Les travaux de construction et d’agrandissement du couvent durent jusqu’à la fin du XVIIe siècle, où l’on édifie la chapelle et le grand escalier. À la Révolution, les religieuses sont expulsées. En 1802, le couvent reprend son activité et se consacre à l’éducation des jeunes filles.
À partir de 1860, on édifie de bâtiment central et l’aile Sud, le long de la rue Saint-Just. Les jardins sont aménagés, et on construit sur les trois faces des bâtiments entourant le jardin des galeries à arcades.
En 1906, la loi de séparation de l’Église et de l’État expulse définitivement les religieuses. Les bâtiments du couvent sont affectés à l’école supérieure de jeunes filles et, après la Seconde Guerre mondiale, le collège et l’annexe du lycée Triboulet.
En 1971, les bâtiments sont désaffectés et en danger d’être détruits, quand la décision est prise d’y installer le musée international de la Chaussure.

## Architecture

### Sous-sols
Les bâtiments du couvent reposent sur un important réseau de sous-sols voûtés. Il s’y trouve la fontaine Saint-Just, qui alimentait en eau les habitations du quartier avant que le couvent ne l’utilise pour son usage ; un canal amenait l’eau au couvent de Sainte-Claire situé à proximité.

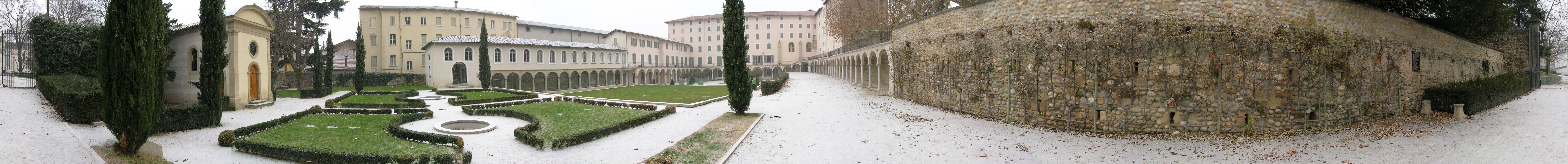
Les jardins du couvent de la Visitation de Romans-sur-Isère.